# Frouville
Frouville ist ein Ort und eine nordfranzösische Gemeinde mit 347 Einwohnern (Stand 1. Januar 2022) im Département Val-d’Oise in der Region Île-de-France (Frankreich). Die Gemeinde besteht aus mehreren Weilern (wie Messelan) und Einzelgehöften.

## Lage
Der Ort Frouville liegt in einer Höhe von ca. 50 m ü. d. M. ca. 44 km (Fahrtstrecke) nordwestlich von Paris in der Landschaft des Vexin nahe der Grenze zur Normandie. Die Stadt Pontoise ist nur etwa 13 km in nordöstlicher Richtung entfernt. Das Gemeindegebiet gehört zum Regionalen Naturpark Vexin français.

## Bevölkerungsentwicklung
| Jahr      | 1800 | 1851 | 1901 | 1954 | 1999 | 2013 |
| Einwohner | 462  | 435  | 248  | 280  | 373  | 369  |

Der Bevölkerungsrückgang in der ersten Hälfte des 20. Jahrhunderts ist auf die zunehmende Mechanisierung der Landwirtschaft zurückzuführen. Wegen der Nähe zum Großraum Paris sind die Bevölkerungszahlen seit den 1990er Jahren wieder angestiegen.

## Wirtschaft
In früheren Jahrhunderten lebten die Einwohner als Selbstversorger vom Ertrag ihrer Felder und Gärten; auch Viehzucht wurde in geringem Umfang betrieben. Landwirtschaft und Kleinhandel spielen auch heute noch die größte Rolle im Wirtschaftsleben der Gemeinde. Einige Häuser sind als Ferienhäuser (gîtes) ausgewiesen.

## Geschichte
Im Mittelalter gehörte die Pfarrei von Frouville zu Beaumont, danach zu Clermont und zum Bistum Beauvais, bei welchem es bis zur Französischen Revolution verblieb.

## Sehenswürdigkeiten

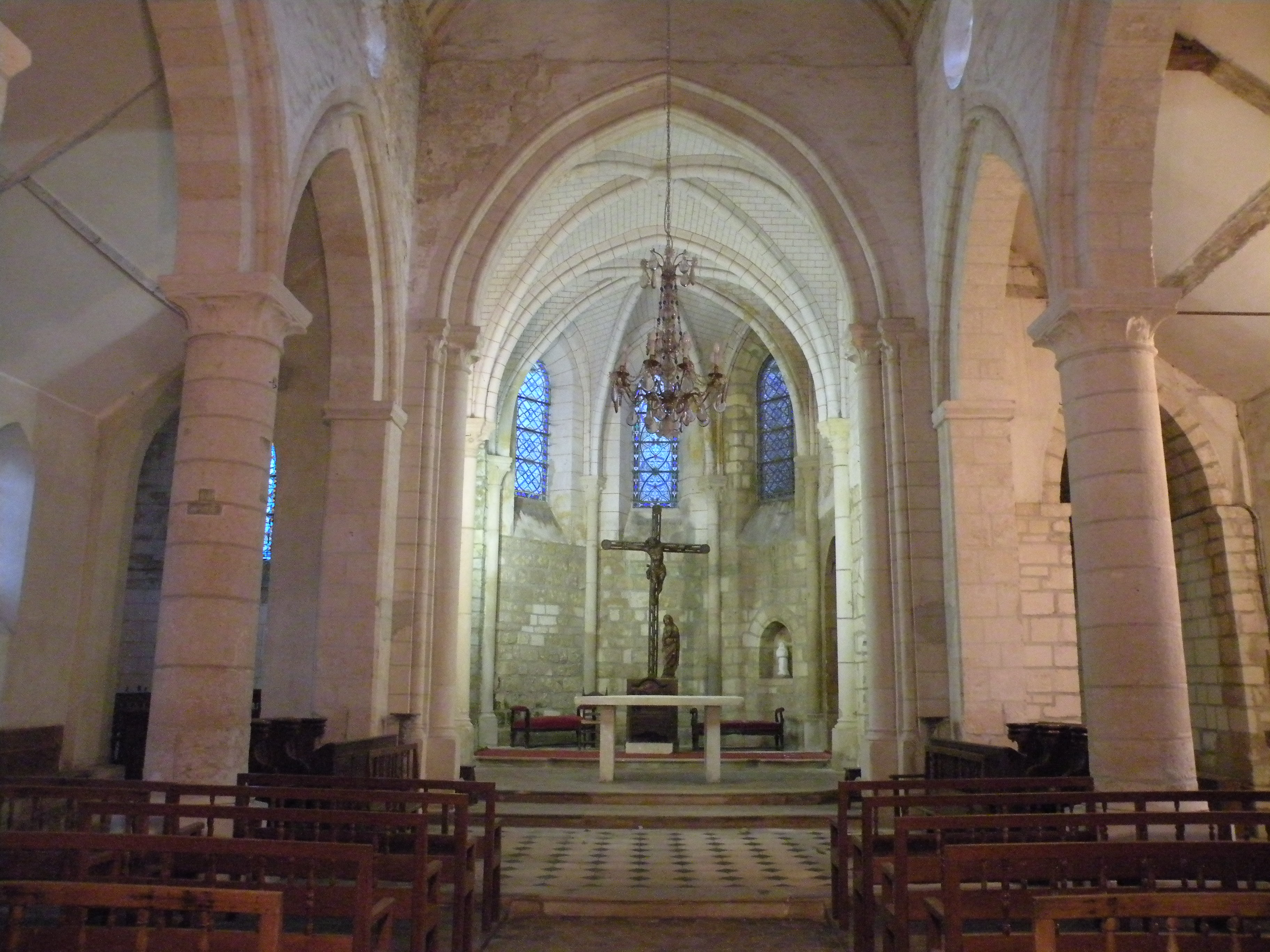
Kirchenschiff nach Osten

- Von der alten romanischen Pfarrkirche Saint-Martin ist nur noch der Glockenturm auf der Südseite erhalten; die übrigen Bauteile wurden im gotischen Stil in den Jahren 1220 bis 1240 hinzugefügt – die spätgotische Südapsis entstand noch später (um 1300). Nur die Ostteile der Kirche sind eingewölbt; das Kirchenschiff und die beiden Seitenschiffe haben hingegen hölzerne Dachstühle, die in den Seitenschiffen jedoch verkleidet und verputzt sind. Beachtenswert und ungewöhnlich sind der Stützenwechsel im Langhaus und die Rundfenster in der Hochschiffswand. Der Kirchenbau ist seit dem Jahr 1925 als Monument historique anerkannt.[1] Einige Ausstattungsgegenstände (Grabplatten, Figuren etc.) aus dem 15. bis 19. Jahrhundert sind gesondert geschützt[2]
- Das als Gartenbauschule genutzte Château de Saint-Cyran ist etwa 500 m vom Ort entfernt. Der aus dem 17. Jahrhundert stammende Bau wurde um 1880 komplett restauriert und teilweise neugestaltet; er steht seit dem Jahr 1978 unter Denkmalschutz.[3]
- Ein ehemaliger Gutshof (ferme) aus dem 18./19. Jahrhundert ist ebenfalls seit dem Jahr 1977 denkmalgeschützt.[4]
- Die Reste eines Waschhauses (lavoir) stehen am Ortsrand.
- Ein Calvaire steht am nördlichen Ortseingang.

Messelan
- Im Weiler Messelan steht ein ebenfalls Waschhaus inmitten des Ortes.
- Die ehemals zu einer Commanderie des Templerordens gehörende Scheune (ferme) von Messelan birgt noch einen gewölbten Saal aus dem 13. Jahrhundert; die übrigen Gebäude stammen aus dem 18. und 19. Jahrhundert. Der Bautenkomplex steht seit dem Jahr 1980 unter Denkmalschutz.[5]